# Jean-Luc Fugaldi
Jean-Luc Fugaldi (né le 23 août 1946 à Lille - mort le 6 janvier 2005 à Valenciennes) était un joueur de football français. Arrière central, il fut sociétaire du CS Sedan et de l'US Valenciennes-Anzin.

## Biographie
Jean Luc Fugaldi est formé à Sport Loos qui est un club de la banlieue de Lille. Il joue alors avant centre. Il est surclassé lorsqu'il devient cadet pour jouer avec l'équipe première où il s'illustre marquant but sur but. Sport Loos était le club du Comité d'entreprise de l'entreprise Kullman (produits Chimiques). Il part faire son service militaire à Berlin. Il est remarqué par le recruteur de Sedan après quelques entraînements, il fait un match amical avec les professionnels de Sedan. C'est le moment où le club a fusionné avec le Racing Club de Paris. Il signe un contrat professionnel au terme de son service militaire.
Il débute avec l'équipe pro aux côtés de Roger Lemerre, José Broissart, Yves Herbet, Yvan Roy, etc. et a côtoyé plus tard, l'international Yougoslave Ivica Osim et Mustapha Dahleb. En 1975, il signe à l'US Valenciennes-Anzin. Il est un temps capitaine de cette dernière formation. Il quitte le circuit professionnel en 1979 en signant chez les amateurs d’Argentan.
Il meurt le 6 janvier 2005 à la suite d'un cancer.
Un centre culturel porte actuellement son nom, inauguré en 2006, chemin du Corbeau à Valenciennes.

## Source
- Jacques Ferran et Jean Cornu, Football 1979, Les Cahiers de l'Équipe, 1978, cf. page 136